# Присциан от Лидия
Присциан от Лидия (на старогръцки: Πρισκιανός ο Λυδός; на латински: Priscianus Lydus) (6 век) e неоплатонически философ от 6 век, един от последните философи от платоническата и неоплатоническата традиция в Атина, след Юстиниановия декрет от 529 г., който затваря Платоновата академия.
Той бил роден в Лидия, а по-късно преподавал в неоплатоническата школа в Атина, заедно с Дамасций и Сириан. След декрета на Юстиниан, Дамасций, Симплиций и Присциан, заедно с още четирима неоплатоници, търсят убежище при сасанидския цар Хосров I, където остават до 532 г. 
Останали са две съчинения от Присциан: едно резюме на съчинението За сетивното възприятие на Теофраст и Отговори на Хосров, което съдържа отговорите на Присциан в дебатите му с цар Хосров по въпроси от цялата сфера на философията и науката. Марсилио Фичино прави превод на латински и коментар на съчинението за Теофраст. 